# Unió del Poble i la Justícia
La Unió del Poble i la Justícia (Centristes, Nacionalistes) (en lituà: Tautos ir teisingumo sąjunga (centristai, tautininkai)) és un partit polític de dreta populista de Lituània.

## Història
El partit es va establir al 2003 com a Partit del Centre Nacional (Nacionalinė centro partija), abans de ser modificat a Partit del Centre Lituà (Lietuvos Centro partija) al 2005. Va participar a les eleccions legislatives de 2004, 2008 i 2012 sense èxit, però en ocasió de les eleccions de 2016 va aconseguir un escó en coalició amb el Partit dels Pensionistes. Tanmateix, no aconseguirien mantenir-lo, perdent la representació a la Seima a les següents eleccions.
El 26 d'octubre de 2019, el Congrés del partit va decidir canviar el nom a Partit de Centre "Lituània del Benestar", donant suport a la idea del president de la República de Lituània, Gitanas Nausėda. Al 2020 tornarien a modificar el nom a Partit de Centre - Nacionalistes, i finalment a la denominació actual Unió del Poble i la Justícia després de la seva fusió amb la Unió Nacional Lituana al 2021.
El partit va nominar Petras Gražulis a les eleccions presidencials lituanes de 2024, però la seva candidatura va ser rebutjada a causa d'un impeachment previ. Al mateix any aconseguirien un eurodiputat a les eleccions europees, integrant-se en la nova família Europa de les Nacions Sobiranes.

## Resultats electorals

### Eleccions legislatives
| Any  | Líder           | Vots                     | %                        | Escons  | +/– | Govern            |
| ---- | --------------- | ------------------------ | ------------------------ | ------- | --- | ----------------- |
| 2004 |                 | 5,989                    | 0.50                     | 0 / 141 | Nou | Extraparlamentari |
| 2008 |                 | 8,669                    | 0.70                     | 0 / 141 | =   | Extraparlamentari |
| 2012 |                 | Coalició NCP-LSDS-TS-TVS | Coalició NCP-LSDS-TS-TVS | 0 / 141 | =   | Extraparlamentari |
| 2016 | Naglis Puteikis | Coalició NCP-KV          | Coalició NCP-KV          | 1 / 141 | 1   | Oposició          |
| 2020 |                 | 26,769                   | 2.36                     | 0 / 141 | 1   | Extraparlamentari |
| 2024 | Petras Gražulis | 17,218                   | 1.41 (#14)               | 0 / 141 | =   | Extraparlamentari |

### Parlament Europeu
| Any  | Líder           | Vots   | %         | Escons | +/– | Grup |
| ---- | --------------- | ------ | --------- | ------ | --- | ---- |
| 2019 | Antanas Guoga   | 64,595 | 5.13 (#8) | 0 / 11 | Nou | –    |
| 2024 | Petras Gražulis | 36,958 | 5.45 (#7) | 1 / 11 | 1   | ESN  |